# Bosque de Jerusalén
El Bosque de Jerusalén (en hebreo: יער ירושלים) es un bosque de pinos situado en las montañas de Judea, al oeste de Jerusalén, en Israel. Está rodeado por los barrios de Jerusalén Beit Hakerem, Yefe Nof, Ein Karem, Har Nof, Givat Shaul y un moshav, Beit Zeit. El bosque fue plantado durante la década de 1950 por el Fondo Nacional Judío, financiado por donantes privados.
En el mayor de los casos, el bosque se extendía sobre unos 4 kilómetros cuadrados. Con los años, se ha reducido debido a la expansión urbana y en la actualidad, cubre unos 1,2 kilómetros cuadrados. El Yad Vashem, es un museo que está ubicado en el bosque cerca del Monte Herzl. 
A finales de la década de 1990, las organizaciones ambientales y los residentes se organizaron para luchar por el futuro de los bosques y su protección.